# 헵타클로르
헵타클로르(heptachlor)는 살충제로 사용되는 환경 유해 물질이다. 흰색의 고체 물질로, 물에 조금 녹고, 벤젠ㆍ아세톤ㆍ알코올에 잘 녹는다. 비중은 1.579, 끓는점은 145℃이다. 고온 분해하면 일산화 탄소, 염화 수소 따위가 발생된다. 눈이나 피부에 닿으면 유해하고, 인체에 유입되면 암ㆍ간 손상ㆍ기관지염 따위를 유발한다. 대기 중이나 토양에서 분해되고, 수생 생물에 독성이 강하다.
흰개미, 개미, 가정 곤충, 토양 곤충의 방제에 사용된다. 종자 처리, 토양 처리 또는 잎에 적용되기도 한다. 이전에는 솜바구미 방제를 위한 살충제로 쓰였다.
섭취, 흡입 및 피부 흡수에 의해 독성이 있다. 국제 암 연구 기관에서 지정한 2B등급 발암 물질로서, 흰개미 조절을 제외하고 사용이 제한되고 중단되었다.
먼지를 들이마시면 과민성, 떨림, 붕괴를 일으킨다. 섭취는 메스꺼움, 구토, 설사, 위장관 염증을 유발한다. 먼지와 접촉하면 눈에 염증이 생기고 피부에 자극을 준다.
헵타클로르는 CNS(중추신경계) 자극제 역할을 한다. 고농도의 헵타클로로에 장기간 노출되면 두통, 어지러움, 메스꺼움, 구토, 허약, 과민성, 침, 무기력, 호흡곤란, 근육 떨림, 경련 및 마비가 발생한다. 심각한 중독은 호흡부전과 사망으로 이어진다. 사실, 발작과 피질 흥분성은 급성 헵타클로르 노출에 따른 주요 CNS 증상이다.